# 鈴木美江 (日本画家)
鈴木 美江（すずき みえ、1932年 - ）は、日本画家。一般社団法人日本画院理事長。産経学園自由が丘の日本画講師。

## 略歴
1932年、日本画家の望月春江の長女として、東京府東京市下谷区（現在の東京都台東区）池之端にて出生。
193年、川﨑小虎、望月春江ら日本画院設立する。1939年、御茶ノ水大学付属小学校に入学する。1994年、甲府市に縁故疎開、甲府市立相生小学校に通う。1945年、甲府高等女学校に入学する。1946年、春江の生家である山梨県増坪町より一家で帰京する。御茶ノ水女子大中学校に編入学する。
1948年、寺内萬治郎（洋画家）と朝倉摂（舞台美術家） にデッサンの指導を受ける。1951年、御茶ノ水高等学校卒業する。1954年、日本画院展初出店 第14回 「いもうと」 以後毎年出品する。1955年に東京藝術大学美術学部絵画科（日本画）を卒業。日本画家の野田修一郎は大学の同期生である。同年、 第11回 日展 「葡萄と姉妹」が日展初入選を果たす。
1956年、第16回 日本画院 「二人」 日本画院賞を受賞する。第12回 日展「三人」白寿賞を受賞する。1957年、日本画院同人に推挙される。　
1960年 鈴木千久馬の次男、久雄と結婚する。 産経学園吉祥寺教室の日本画講師となる。同年、鈴木千久馬が産経学園吉祥寺教室の洋画家講師となる。
1964年、産経学園自由が丘教室の日本画講師となる。1968年、第１１回新日展に「苑」を出品、以後は日本画院展を中心に作品発表を行う。
1977年、日本美術家連盟の中団の一員として中国各地を訪問する。1979年、父望月春江没 1980年、日本画院秋季展新設、以後毎年出品する。 
1981年、第２回現代女流美術展出品、以後毎年出品する。日本経済新聞連載、上坂冬子作「女の胸算用」の挿絵担当する（1939年9月まで） 山人会に「望月春江賞」が設立され、選考委員となる。
1982年に父の望月春江の作品を、父の故郷である山梨県立美術館に寄贈したことで紺綬褒章を受章した。
1985年、山梨県甲府市・岡島百貨店にて個展開催する。 9月母芳子没 1988年、産経新聞連載、上坂冬子作「ザ・サバイバー」の挿絵担当する。（1989年7月まで） 
1994年、1月22日〜2月8日、山梨県立美術館にて企画展「鈴木美江展」開催 日本画院訪問中団として上海を訪問し、日中交流絵画展を開催する。
2000年、山梨県県立美術館常設展にて「日本画の系譜ー望月春江・望月定夫・鈴木美江ー」展示する。
2011年、上野の森美術館ギャラリーにて「暁展ー現代女流画家の集い」を開催する。
2013年、上野の森美術館にて「鈴木美江展ー飛翔の明日へー」を開催する。
以後は女流画家のひとりとして幅広く活躍。現在は日本画院理事長を務める。

## 親族
- 父：望月春江（日本画家）
- 長男：鈴木英之（版画家、色鉛筆画家）